# Rayman (seria)
Rayman – seria platformowych gier komputerowych, stworzona przez Michela Ancela i wydana przez francuskie studio Ubisoft. Głównym bohaterem serii jest tytułowy stworek Rayman, a wszystkie jego przygody dzieją się w miejscu zwanym Rozdroże Marzeń (lub Kraina Snów).
Pierwsza gra z serii miała swoją premierę w 1995 roku – była to gra platformowa w grafice 2D. Druga część o podtytule The Great Escape, miała swoją premierę w 1999 roku i w przeciwieństwie do poprzednika, była grą w grafice 3D. W 2003 roku odbyła się premiera trzeciej części o podtytule Hoodlum Havoc. W 2005 roku zaplanowano stworzenie kolejnej, czwartej części serii głównej będącej kolejną platformówką 3D, lecz produkcję anulowano. W zastępstwie za gry platformowe pojawiły się gry typu party, będące głównie zbiorami minigier, w których Rayman gra rolę poboczną, zastępując go niemalże w całości postaciami Kórlików. W 2010 roku Ubisoft potwierdziło pracę nad kolejną grą z serii o podtytule Origins, będącej powrotem do platformowego stylu serii w grafice 2D.

## Gry

### Seria główna
- Rayman (1995) – MS-DOS, PS1, SS, GBC, GBA, PSN, DSiWare, Atari Jaguar
- Rayman 2: The Great Escape (1999) – PS1, N64, PC, DC, GBC, NDS, PSN, iOS, 3DS
  - Rayman Revolution (2000) – PS2
- Rayman 3: Hoodlum Havoc (2003) – PS2, GC, GBA, Xbox, PC, Mobile, N-Gage, OS X, HD (2012) – Xbox Live Arcade, PlayStation Network
- Rayman Origins (2011) – PS3, X360, PSV, 3DS, Wii, Microsoft Windows
- Rayman Legends (2013[1]) – PlayStation 3, Xbox 360, Wii U, PSV, Microsoft Windows, Xbox One i PlayStation 4
- Rayman Legends: Definitive Edition (12/09/2017[2]) – odświeżona wersja na Nintendo Switch
- Rayman[3]

### Spin-offy
- Rayman Junior (1996) – MS-DOS, PS1; w Polsce wydana pod nazwą Rayman Uczy Matmy i Polaka.
- Rayman M (2001) – PS2, PC
  - Rayman Rush (2002) – PS1
  - Rayman Arena (2002) – Xbox, GC
- Rayman Golf (2003) – Mobile
- Rayman Kart (2007) – Mobile

### „Kórliki”[4]
- Rayman: Szalone Kórliki (2006) – PC, Wii, PS2, OS X, GBA, NDS, X360
- Rayman: Szalone Kórliki 2 (2007) – Wii, NDS, PC
- Rayman Raving Rabbids TV Party (2008) – Wii, NDS
- Rabbids Go Home (2009) – Wii, NDS
- Raving Rabbids: Travel in Time (2010) – Wii, 3DS
- Raving Rabbids: Alive & Kicking (2011) – X360
- Mario + Rabbids Kingdom Battle (2017)
- Mario + Rabbids Sparks of Hope (2023)[5]